# Adolf Säfström
Adolf Säfström, född 16 april 1829 i Stockholm, död där 19 september 1895, var en svensk teckningslärare och konstnär.
Han var son till en urfabrikör och gift med Fredrika Charlotta Berwald. Säfström studerade vid Konstakademien 1866–1868 och var därefter verksam som teckningslärare, först vid Göteborgs lägre allmänna läroverk, därefter i Hudiksvall från 1869 och slutligen vid Karlstads läroverk och Karlstads folkskoleseminarium 1873–1889. Vid sidan av sitt arbete var han verksam som konstnär.